# 윌리엄 한슨
윌리엄 한슨(William Hansen, 1911년 3월 2일 ~ 1975년 6월 23일)은 미국의 배우, 텔레비전 배우이다.
워싱턴 D.C.에서 태어났으며 우들랜드힐스에서 사망하였다.

## 영화
- 언웨드 파더 (1974년)
- 실험 인간 (1974년)
- 호랑이를 구하라 (1973년) - 메이어 역
- 래핑 폴리스맨 (1973년)
- 1776 (1972년)
- 윌러드 (1971년)
- 미친 주부의 일기 (1970년)
- 열망 (1969년)
- 핵전략 사령부 (1964년)
- 버드맨 오브 알카트라즈 (1962년)
- 결혼 멤버 (1952년)
- 사이드 스트리트 (1950년)
- 핑키 (1949년)